# Alessio Staelens
Alessio Staelens (30 juli 1994) is een Belgisch voetballer die als middenvelder speelt. Staelens komt sinds 2019 uit voor KMSK Deinze.

## Biografie
Staelens speelde zijn eerste profwedstrijd op 19 mei 2013: in de eindrondewedstrijd tussen White Star Woluwe en Cercle Brugge (1-4) viel hij in de 77e minuut in voor Mushaga Bakenga. De trainer van Cercle Brugge was toen Lorenzo Staelens, zijn vader. Alessio speelde onder zijn vader 21 wedstrijden voor Cercle Brugge: 19 in de competitie en 2 in de Beker van België. In 2014 besloot de club hem een seizoen uit te lenen aan derdeklasser KMSK Deinze om ervaring op te doen. Deinze promoveerde na afloop van dat seizoen naar Tweede klasse, maar Cercle Brugge haalde Staelens terug naar het Jan Breydelstadion. De club stuurde hem vervolgens naar de B-kern, waarop hij opnieuw werd uitgeleend, ditmaal aan KVK Westhoek.
In 2016 trok Staelens transfervrij naar FC Knokke. Daar werd hij op 21 november 2018 herenigd met zijn vader Lorenzo, die bij de kustploeg Yves Van Borm opvolgde.

## Palmares
| Kampioen Eerste klasse Amateurs | 1x | 2019/20 |

## Familie
Alessio Staelens is de zoon van voormalig voetballer en trainer Lorenzo Staelens.